# 寅次郎的故事5 望乡篇
《寅次郎的故事5 望乡篇》（日語：男はつらいよ 望郷篇）是一部1970年上映的日本喜剧电影，亦是《寅次郎的故事系列》的第五部剧场版作品。由山田洋次导演，渥美清、倍赏千惠子、前田吟、森川信及长山蓝子等等主演。於1970年8月26日上映。

## 剧情简介
足迹遍及全日本的寅次郎这次以为自己患上了重病，决定返回故乡柴又，暂住叔叔和婶婶家，当然又惹下了不少麻烦。在机缘巧合下，寅次郎搬进一家豆腐店居住，并对老板娘的女儿节子产生了好感。可惜节子已有心上人，寅次郎这次注定又要失恋了。

## 主要演员
- 车寅次郎：渥美清
- 诹访樱：倍赏千惠子
- 诹访博：前田吟
- 车龙造：森川信
- 车つね：三崎千惠子
- 川又登：津坂匡章
- 桂梅太郎：太宰久雄
- 御前样：笠智众
- 三浦节子：长山蓝子
- 三浦富子（节子的母亲）：杉山德子
- 木村刚：井川比佐志
- 龙冈亲分：木田三千雄
- 子分：谷村昌彦
- 石田澄雄：松山省二
- 源公：佐藤蛾次郎

## 奖项
- 第25届每日电影奖之编剧奖／山田洋次、宮崎晃
- 第25届每日电影奖之主演女主角奖／倍赏千惠子
- 电影旬报十大最佳日本电影部門第8位
- 电影旬报编剧奖／山田洋次、宮崎晃
- 电影旬报女演员奖／倍赏千惠子
- 编剧作家协会编剧奖／山田洋次、宮崎晃

### 英文
- . 英国电影协会.   [2011-01-18]. （原始内容存档于2012-10-17） （英语）.
- . Complete Index to World Film.   [2011-01-18]. （原始内容存档于2012-09-10） （英语）.

### 德文
- . www.molodezhnaja.ch.   [2011-01-18]. （原始内容存档于2010-08-10） （德语）.

### 日文
- . www.allcinema.net.   [2011-01-18]. （原始内容存档于2012-10-18） （日语）.
- . 日本电影院数据库（日本文化厅）.   [2011-01-18]. （原始内容存档于2011-10-08） （日语）. 外部链接存在于|publisher= (帮助)
- . 日本电影数据库.   [2011-01-18]. （原始内容存档于2011-05-14） （日语）.
- . 电影旬报.   [2011-01-18]. （原始内容存档于2012-03-09） （日语）.

### 中文
- . 豆瓣电影.   [2011-01-28]. （原始内容存档于2011-05-23）.